# Daniel Pitín
Daniel Pitín (* 1977 Praha) je český malíř, významný představitel současné české malby. Ve svých dílech převážně pracuje s kvazi figurativními kompozicemi, architekturou a filmovou scénou, které propojuje v prostorových kolážích na pomezí abstrakce.
Svá díla vystavil na mnoha samostatných i kolektivních výstavách v Praze, Německu, Itálii, Maďarsku, Belgii, USA a dalších zemích.

## Životopis
V letech 1995–1999 studoval na Akademii výtvarných umění v Praze v ateliéru klasických malířských technik u Zdeňka Berana, poté v ateliéru konceptuální tvorby u Miloše Šejna (1999–2002).
V roce 2004 obdržel rakouskou cenu Henkel Award. Následující rok rezidenčně pobýval ve Vídni. V roce 2006 se stal jedním ze třiceti finalistů britské umělecké soutěže Sovereign European Prize a v roce 2007 obdržel cenu Mattoni Prize v rámci 3. pražského bienále.

## Výstavy
Samostatné
- 2019 – Daniel Pitín – Papírová věž, Galerie Rudolfinum[1]
- 2021 – Daniel Pitín – Inkorporace, Galerie Vyšehrad, Praha
- 2022 – Sommerkino, České centrum Berlín[2]

- 2024 – Daniel Pitín – Společenství nově příchozích, Hunt Kastner Gallery, Praha[3]

Kolektivní
- 2019 – Kvodlibet / Quodlibet, curated by Karel Císař, Hunt Kastner Gallery, Praha
- 2022 – Vnitřní krajiny, Galerie Magnus Art, Praha

- 2024 – Preparing for Darkness vol. 8, Museum Kampa, Praha